# Вольная борьба на Играх доброй воли 1990
Соревнования по вольной борьбе были частью программы Игр доброй воли 1990 года в Сиэтле. В соревнованиях приняли участие команды СССР, Южной Кореи, Японии, США, Болгарии, Турции, Монголии и Канады.
Турнир был сугубо командным и проводился по принципу «стенка на стенку», в ходе которого разыгрывались индивидуальные золотые, серебряные и бронзовые медали
По результатам Олимпийских игр 1988 года в 5 лучших школ мировой борьбы вошли школы таких стран, как: СССР, Южная Корея, Япония, США и Болгария. Турецкая школа вольной борьбы по результатам чемпионатов Европы вошла в 1989 году в тройку лучших европейских школ, а в 1990 году — в шестёрку, при этом добивалась успеха в виде золотых медалей.
Состав сборной команды СССР:
1. Гнел Меджлумян, 48 кг;
2. Сергей Замбалов, 52 кг;
3. Руслан Караев, 57 кг;
4. Степан Саркисян, 62 кг;
5. Арсен Фадзаев, 68 кг;
6. Адлан Вараев, 74 кг;
7. Эльмади Жабраилов, 82 кг;
8. Махарбек Хадарцев, 90 кг;
9. Андрей Головко, 100 кг;
10. Давид Гобеджишвили, 100 + кг.
Состав сборной команды Южной Кореи:
1. Ким Джон Син, 48 кг;
2. Ким Сун Хак, 52 кг;
3. Ким Джон-О, 57 кг;
4. Шин Сан-Гю, 62 кг;
5. Пак Джан Сун, 68 кг;
6. Пак Юн-Джин, 74 кг;
7. Ли Донг-Во, 82 кг;
8. О Хё-Чуль, 90 кг;
9. Ким Тхэу, 100 кг;
10. Чо Бён-Ун, 100 + кг.
Состав сборной команды Японии:
1. Такаёси Хирано, 48 кг;
2. Хидео Сасаяма, 52 кг;
3. Тосио Асакура, 57 кг;
4. Такуми Адачи, 62 кг;
5. Косэй Акаиси, 68 кг;
6. Ёсихико Хара, 74 кг;
7. Такаси Кикути, 82 кг;
8. Акео Акаиси, 90 кг;
9. Манабу Наканиси, 100 кг;
10. Тамон Хонда, 100 + кг.
Состав сборной команды США:
1. Кори Бейз, 48 кг;
2. Зик Джонс, 52 кг;
3. Джо Мэльчиоре, 57 кг;
4. Джон Смит, 62 кг;
5. Нейт Карр, 68 кг;
6. Роб Колл, 74 кг;
7. Ройс Элджер, 82 кг;
8. Джеймс Шерр, 90 кг;
9. Кирк Трост, Уильям Шерр, 100 кг;
10. Брюс Баумгартнер, 100 + кг.
Состав сборной команды Болгарии:
1. Азет Четов, 48 кг;
2. Валентин Йорданов, 52 кг;
3. Димитр Тополов, 57 кг;
4. Владимир Янков 62 кг;
5. Александр Петовски, 68 кг;
6. Рахмат Сукра-Софиади, 74 кг;
7. Димитр Марков, 82 кг;
8. Драгиа Русев, 90 кг;
9. Петр Македонов, 100 кг;
10. Кирил Барбутов, 100 + кг.
Команды были разделены на две группы: в группу А вошли команды СССР, Южной Кореи, Монголии и Канады, а в группу Б — команды Японии, США, Болгарии и Турции.
В дальнейшем сетка турнира имела такой вид:
- Япония против Канады: несмотря на победу чемпион мира Тосио Асакура остался без медали в результате поражения в своей группе Б;
- США против Южной Кореи: Нейт Карр завоевал золотую медаль;
- Турция против Монголии: Халтмаагийн Баттуул завоевал золотую медаль;
- СССР против Болгарии: чемпион мира Валентин Йорданов завоевал золотую медаль;
- СССР против США: Джон Смит и Махарбек Хадарцев завоевали вторые подряд золотые медали Игр Доброй воли.

В ходе перекрёстных встреч победители групп А и Б разыгрывали между собой золотые и серебряные медали и, даже несмотря на поражения в последующих встречах, сохраняли их за собой. Например, Нейт Карр проиграл поединок Арсену Фадзаеву во время финальной встречи команд СССР и США, но сохранил золотую медаль за собой, в то же время Арсен Фадзаев, проиграв только одну схватку в своей группе Крису Уилсону из Канады, остался без медалей, так как канадский борец не смог занять призовое 1-е или 2-е место.

## Медалисты
| Весовая категория | Золото                         | Серебро                         | Бронза                    |
| ----------------- | ------------------------------ | ------------------------------- | ------------------------- |
| до 48 кг          | Кори Бейз · США                | Гнел Меджлумян · СССР           | Ильяс Сюкрюоглу · Турция  |
| до 52 кг          | Валентин Йорданов · Болгария   | Сергей Замбалов · СССР          | Зик Джонс · США           |
| до 57 кг          | Халтмаагийн Баттуул · Монголия | Ремзи Мусаоглу · Турция         | Руслан Караев · СССР      |
| до 62 кг          | Джон Смит · США                | Степан Саркисян · СССР          | Такуми Адачи · Япония     |
| до 68 кг          | Нейт Карр · США                | Пак Джан Сун · Республика Корея | Косэй Акаиси · Япония     |
| до 74 кг          | Пак Юн-Джин · Республика Корея | Рахмат Сукра-Софиади · Болгария | Адлан Вараев · СССР       |
| до 82 кг          | Эльмади Жабраилов · СССР       | Себахаттин Озтюрк · Турция      | Ройс Элджер · США         |
| до 90 кг          | Махарбек Хадарцев · СССР       | Джеймс Шерр · США               | Грегори Эджелоу · Канада  |
| до 100 кг         | Петр Македонов · Болгария      | Андрей Головко · СССР           | Кирк Трост · США          |
| свыше 100 кг      | Давид Гобеджишвили · СССР      | Брюс Баумгартнер · США          | Кирил Барбутов · Болгария |